# Vroue Sogn
Vroue Sogn er et sogn i Viborg Domprovsti (Viborg Stift).
I 1800-tallet var Resen Sogn anneks til Vroue Sogn. Begge sogne hørte til Fjends Herred i Viborg Amt. Vroue-Resen sognekommune blev ved kommunalreformen i 1970 indlemmet i Fjends Kommune, som ved strukturreformen i 2007 indgik i Viborg Kommune.
I Vroue Sogn ligger Vroue Kirke.
I sognet findes følgende autoriserede stednavne:
- Amstrup (bebyggelse)
- Bjerget (bebyggelse)
- Dalsgårde (bebyggelse)
- Kjeldbjerg (bebyggelse)
- Sjørup (bebyggelse, ejerlav)
- Skyttegårde (bebyggelse)
- Vester Børsting (bebyggelse, ejerlav)
- Vroue (bebyggelse, ejerlav)